# Kinka Barvestad

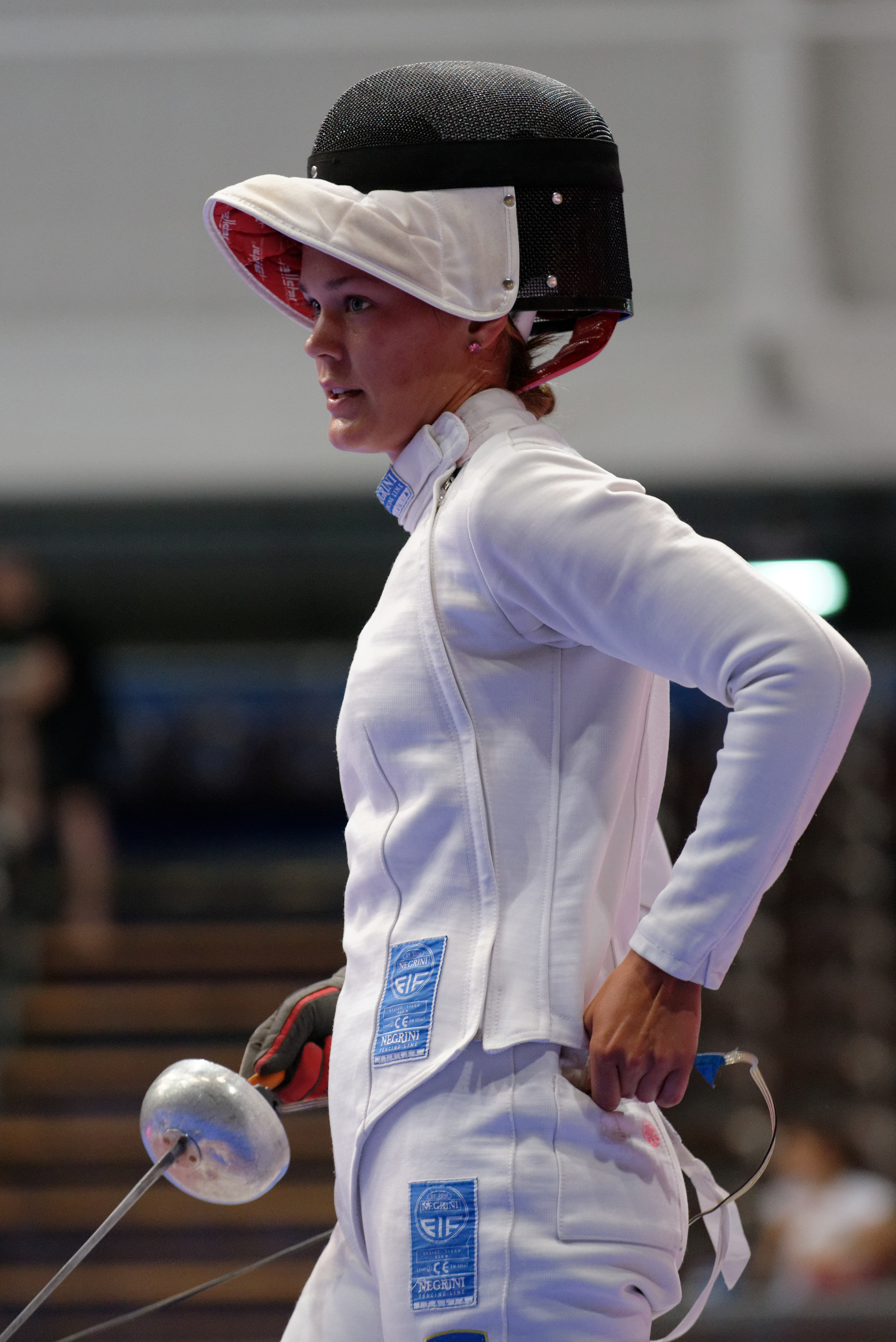
Kinka Barvestad

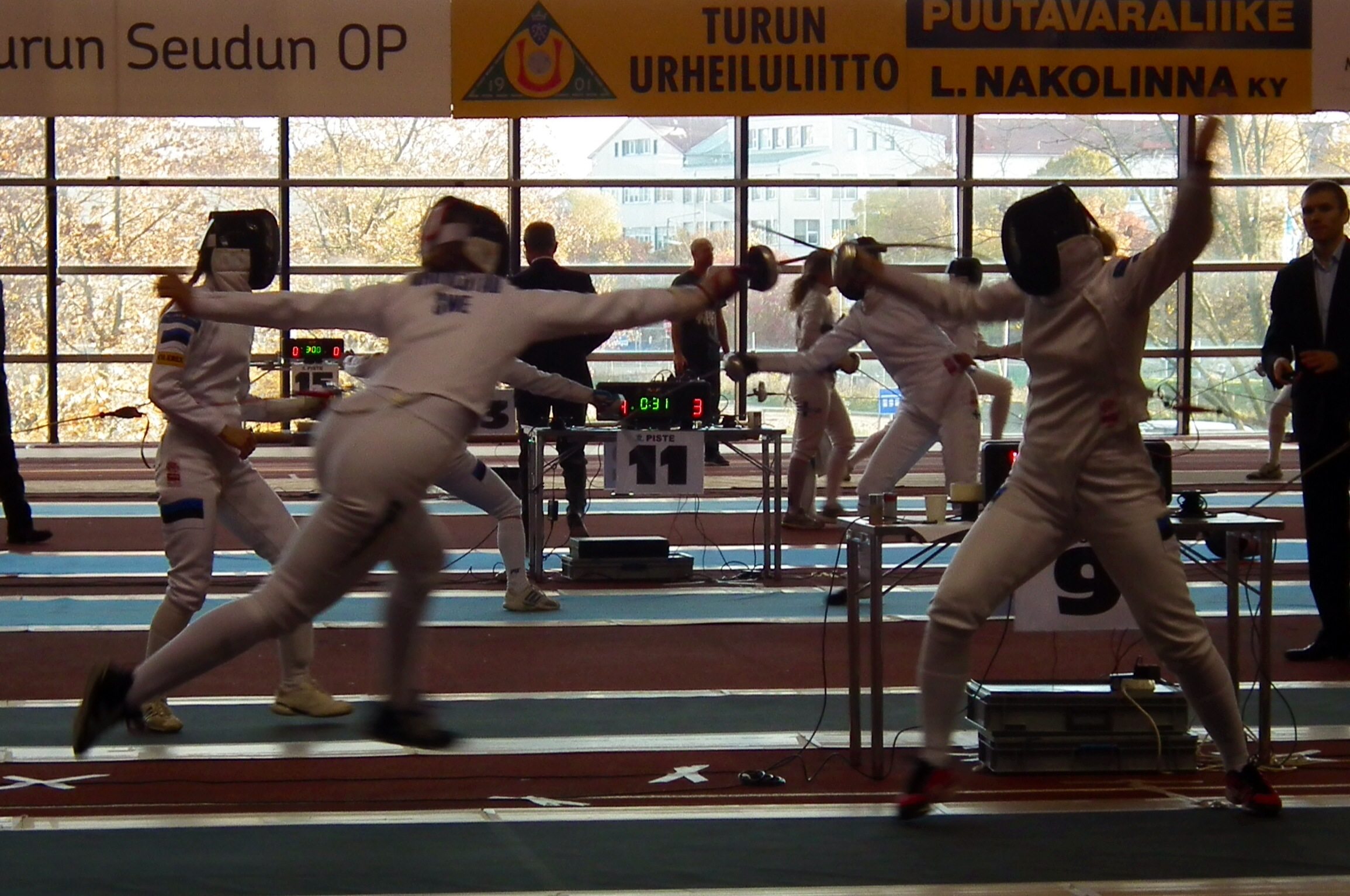
Barvestad vs Kusk at Kuupita Turnament Oct -13

Kinka Catharina May Barvestad, född 18 mars 1986 i Göteborg är en svensk fäktare. Hon är bosatt i Färjestaden.
Barvestad är värjfäkterska och tävlar för Kalmar Fäktklubb.

## Meriter
- Svensk Mästare individuellt 2009, 2010, 2014, 2016 samt 2025 [1]
- Svensk mästare värja lag (Kalmar Fäktklubb) 2006, 2007 2022 och 2023 samt sabel lag 2017[2]
- I landslaget flera år med en individuell 16:e plats på världsmästerskap 2009 [3]
- Individuell 11:e plats i europamästerskap 2013, samt 7:e plats på europamästerskap i lag[4]
- Individuellt 16:e plats i europamästerskap 2015, samt 4:e plats på europamästerskap i lag

## Film
Challenge Eugene Fillol 2012 Epee women Final
Stockholm Sweden 